# 中台世界博物館

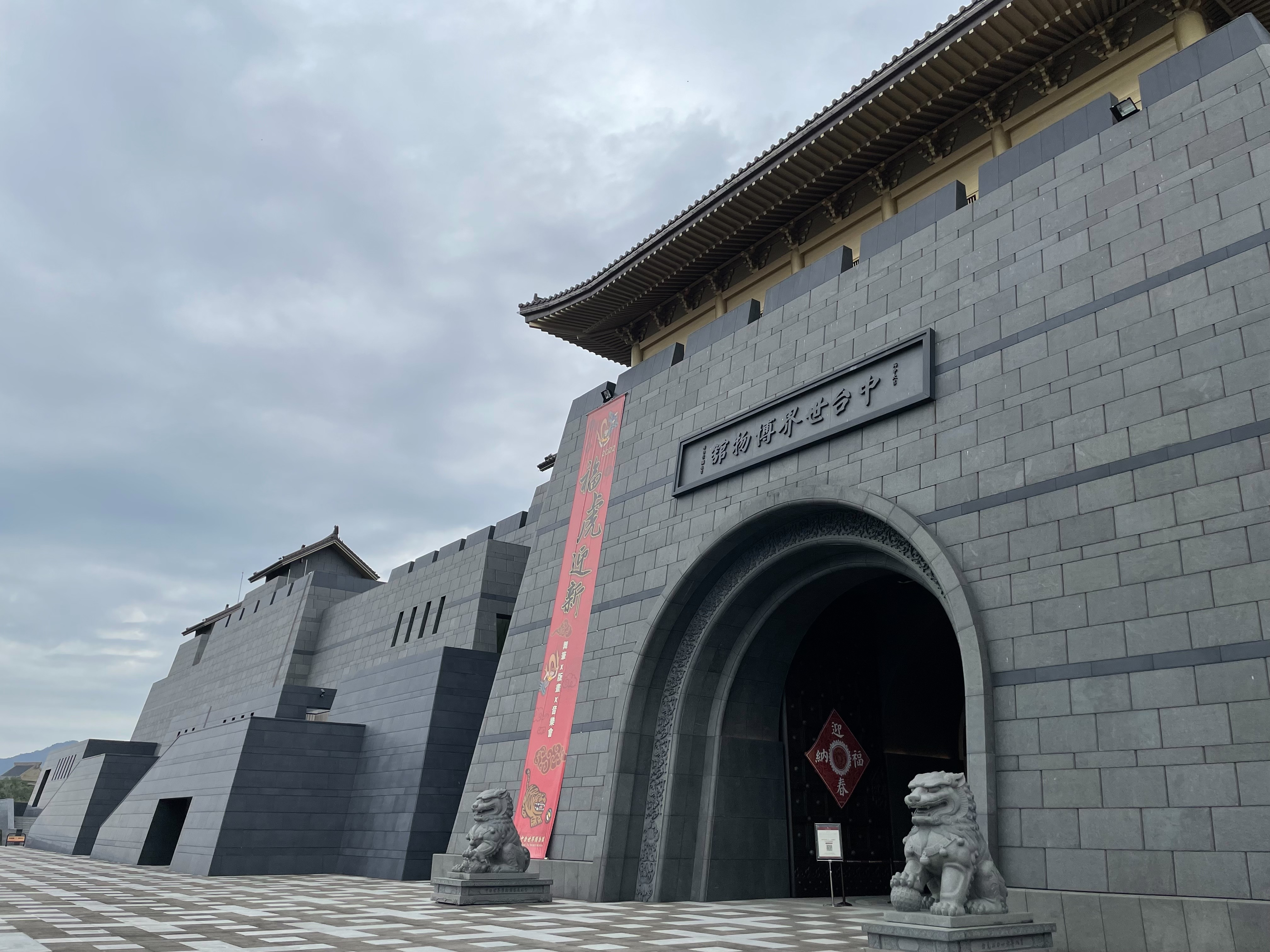
中台世界博物館

中台世界博物館為一間以佛教文物為主題之博物館。設立於南投縣埔里鎮中台禪寺旁，2009年10月3日中台山博物館開館，2012年8月中台世界博物館動土奠基大典，2016年8月13日中台世界博物館開幕。創辦人為惟覺老和尚，其宗旨在於為弘宗演教，落實「佛法藝術化」，保存佛教歷史文化，進而承繼、研究、發揚佛教藝術。常設展有近兩百件漢傳、藏傳與南傳三大地區歷代佛教文物，並以石雕造像為主軸。特展舉辦有「地涌天寶──浙江省博物館珍品特展」、「煙霞供養──館藏佛教繪畫暨傳統書畫展」、「石墨真寶－西安碑林博物館碑拓特展」等。仿唐代長安古城建築，地下二層、地上三層，展示面積廣達五千坪，多達十八個展廳，珍藏展出歷代珍貴佛教文物。

## 交通指南
- 北上或南下

由北部或南部行駛國道3號，至霧峰系統交流道（214公里處），銜接國道6號，往霧社方向行駛，至【埔里、國姓交流道】（34公里處）下交流道：
- - 自行開車：下交流道後左轉埔里方向，左轉西安路，沿「中台禪寺」指標行駛，即可抵達。
  - 大型車輛（遊覽車）：下交流道後右轉埔里方向，右轉中正路，沿「中台禪寺」指標行駛，即可抵達。

- 東部西行

走台8線中橫公路至大禹嶺後，左轉台14甲省道往合歡山、霧社之方向，到達霧社接台14線往埔里方向行駛。至埔里後，經過台灣地理中心碑，再沿信義路直行，至西安路右轉，約行駛七公里後左轉永豐路，即可抵達。 
- 大眾運輸工具 
  - 搭乘客運抵達埔里鎮。
  - 搭乘台鐵至台中站，再至台中干城車站搭乘客運或民營小巴士往埔里鎮。
  - 搭乘高鐵至台中站，再搭往埔里之客運。
  - 抵達埔里鎮後，可轉乘計程車至中台禪寺。

## 相關連結
- 中台世界博物館（页面存档备份，存于）